# 本久
株式会社本久（もときゅう）は、長野県長野市に本社を置く、建設資材販売、土木・建設工事、道路舗装材料製造・販売・施工、レジャー事業、ホテル事業を行う企業。

## 沿革
- 1717年（享保2年） - 創業

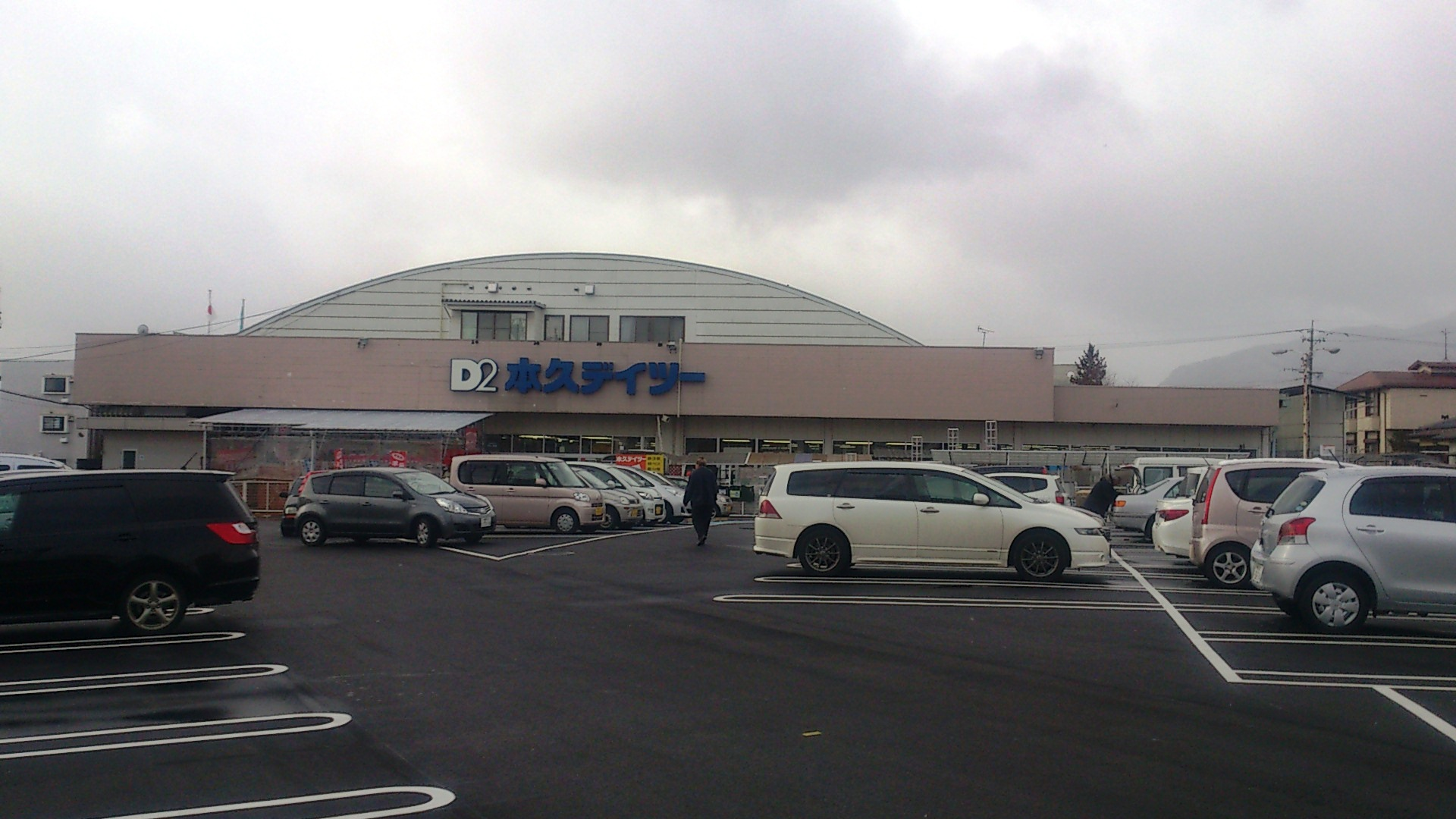
本社に隣接する「本久デイツー北長野通店」（長野県長野市桐原一丁目）

- 1948年（昭和23年）10月1日 - 株式会社本久設立
- 1983年（昭和58年） - 株式会社ケーヨー（現・DCM株式会社）との共同出資で、本久ケーヨー株式会社を設立。県内でホームセンター「本久D2」を展開。
- 2005年（平成17年） - 水道資材会社の二幸機材株式会社（明治9年創業）とホテル国際21などを経営するホテル国際21株式会社（昭和44年設立）をグループに加える。
- 2009年（平成21年）7月1日 - 株式会社本久ホールディングス設立。

## 事業所
- 本社（基礎建設事業部・建築景環事業部・計装技術部・建材部） - 長野県長野市桐原一丁目3番5号
- 建材センター - 長野県長野市三輪一丁目16番11号
- 松本支店 - 長野県松本市笹賀7600-59
- 関東支店 - さいたま市南区南浦和2-22-12フィールビル302号
- 東京支店 - 東京都荒川区西日暮里2-50-5高橋ビル3F
- 山梨営業所 - 山梨県中巨摩郡昭和町西条5314 小林ビル1B
- 新潟営業所 - 新潟県新潟市秋葉区川口580-15
- 金沢営業所 - 石川県金沢市泉野出町2-22-6サンルックスビル202
- 製品部
  - 長野事業所 - 長野県長野市市場1393-3
  - 上田事業所 - 長野県上田市下之条1740
  - 小諸事業所 - 長野県小諸市加増569-2
  - 佐久事業所 - 長野県佐久市入澤837
  - 松本事業所 - 長野県松本市入山辺石神82
  - 松本梓川事業所 - 長野県松本市大字島内9822
  - 塩尻事業所 - 長野県塩尻市北小野善知鳥峠
  - 大町事業所 - 長野県大町市常盤貝塚
  - 上越事業所 - 新潟県上越市中郷区市屋647-1
- 石油事業部  
  - 市場団地SS - 長野市市場4-3
  - セルフ平林SS - 長野市平林2-15-15
  - セルフ運動公園SS - 長野市吉田4-4-24
  - ぺトラス南松本SS - 松本市双葉5-20 イオン南松本店駐車場内
  - ぺトラス信州山形SS - 東筑摩郡山形村360
- 鉄鋼部 - 長野市東和田809-1
- 管材部  
  - 長野支店 - 長野市高田1770
  - 中野店 - 中野市一本木大田328-8
  - 上田店 - 上田市古里1728-1
  - 佐久店 - 佐久市岩村田北1-2-1
  - 松本支店 - 松本市笹賀7600-35
  - 飯田店 - 飯田市鼎名古熊2417-3
  - 諏訪店 - 諏訪市中洲5691-3
- 生コン事業部  
  - 長野工場 - 長野市市場1393-3
  - 佐久工場 - 佐久市入沢465
  - 海ノ口工場 - 南佐久郡海ノ口諸沢1557-3
  - 駒ヶ根工場 - 駒ヶ根市赤穂9779
- 砕石事業所  
  - 大日向工場 - 佐久穂町小日向1024
  - 勝間工場 - 佐久市北川504-22
- レジャー事業部  
  - 信濃ゴルフ倶楽部 - 上水内郡信濃町大井高山2433
  - 七福の湯 上越店 - 新潟県上越市富岡3468
  - 七福の湯 前橋店 - 群馬県前橋市天川大島町
  - 七福の湯 戸田店 - 埼玉県戸田市喜沢南
  - 菜々の湯 習志野店 - 千葉県習志野市本大久保1-1-1
  - 蘭々の湯 稲毛店 - 千葉県千葉市稲毛区園生町445-2
  - 蔵の湯 東松山店 - 埼玉県東松山市柏崎660
  - 蔵の湯 鶴ヶ島店 - 埼玉県鶴ヶ島市新町3-5-4
  - 小江戸はつかり温泉 - 埼玉県川越市渋井26-1
  - かんなの湯 - 埼玉県児玉郡神川町小浜1341
  - みつけ健幸の湯 ほっとぴあ - 新潟県見附市1-4-23
- 外食事業部 - 長野市大字栗田950-1東峯プレイス４Ｆ

### グループ各社
- ホテル国際21株式会社 - 長野県長野市県町576
  - ザ・ファイブシーズン中野 - 中野市吉田1055
  - 玉屋旅館 - 上田市別所温泉227
  - 和泉荘 - 松本市浅間温泉1-29-9
  - ぬのはん - 諏訪市湖岸通り3-2-9
- 株式会社長野土質試験所 - 長野県長野市市場1393-2
- 三共建設株式会社 - 長野県長野市市場4-6
- 三共テック株式会社 - 長野県上田市住吉字篭田370-1
- 千曲錦酒造株式会社 - 佐久市長土呂1110
- 麗人酒造株式会社 - 諏訪市諏訪2-9-21